# Austrocominella
Austrocominella is een geslacht van uitgestorven weekdieren uit de klasse van de Gastropoda (slakken). Exemplaren van dit geslacht zijn slechts als fossiel bekend.

## Soort
- Austrocominella fueguensis (Ihering, 1907) †